# Il fuoco di Acrab
Il fuoco di Acrab è un romanzo fantasy per ragazzi della scrittrice italiana Licia Troisi, pubblicato dalla casa editrice Arnoldo Mondadori Editore nel 2017. È il secondo episodio della Saga del Dominio, dopo Le lame di Myra (2016) e seguito da L'isola del santuario (2018).

## Trama
Alla fine del precedente libro la protagonista, la giovane guerriera Myra, ha scoperto di essere il “Liberatore”, una figura leggendaria che, stando a oscure profezie, libererà il Dominio delle Lacrime dalla magia dei Camminanti. In una visione ha anche rivissuto l’assassinio dei suoi genitori, Fadi e Tallia, avvenuto quando era una bambina di otto anni, e scoperto con costernazione che il colpevole era lo stesso uomo che tempo dopo l’ha liberata dalla schiavitù e le ha dato una nuova casa e uno scopo per cui vivere e lottare: il geniale condottiero Acrab. Quest’ultimo ha frattanto completato la conquista delle gelide lande di Asgarö e fatto erigere una spaventosa fortezza ambulante, volgendosi quindi verso sud, per invadere il Dominio.
In groppa al drago Icenwarth, Myra fa ritorno da Acrab e lo confronta con la verità. Acrab ammette sia l’assassinio che l’inganno perpetrato; racconta che lui e Fadi venti anni prima erano semplici mercenari, che raccolsero Myra ancora in fasce dal cadavere della sua vera madre, intuirono il valore della bambina, unica mezzosangue albonita-thyrren al mondo, e decisero di tenerla in vita, ma Fadi si nascose con Myra nel Biaswad, dove otto anni più tardi fu scovato da Acrab, che si vendicò uccidendolo e successivamente orchestrò il suo incontro con Myra, ormai cresciuta, per legarla a sé, sicché la giovane divenne una sua devota seguace. Dinnanzi alle parole di Acrab, Myra cede all’amore che da tempo prova per lui. Al risveglio però gli dice che, per quanto non riesca ad impedirsi di amarlo, non può nemmeno perdonargli l’assassinio di Fadi e Tallia e le bugie che le ha propinato per anni, per cui intende abbandonare la sua causa. Furente, Acrab tramortisce la giovane e la imprigiona. Myra viene fatta fortunosamente evadere dai suoi amici, il mago Kyllen e la ragazzina thyrren Marjane, con l’aiuto del drago Icenwarth. Sempre persuaso che Myra svolga un ruolo fondamentale nei suoi disegni, Acrab getta la sua fortezza all’inseguimento dei fuggitivi. Perse le loro tracce, incarica della cattura un altro guerriero, il leale Gotín, fortemente geloso del favore che Acrab nutre per Myra.
In alcuni flashback si scopre il passato di Acrab. Nato come figlio di una schiava e del novizio di un monastero, avrebbe dovuto essere abbandonato a morire, ma la madre, addossando su di sé tutta la colpa e venendo per questo uccisa, aveva ottenuto che fosse cresciuto al monastero. L’infanzia di Acrab fu desolata, disprezzato come bastardo e divorato dal rancore. Assetato di conoscenza, lesse tutti gli antichi testi dei monasteri, nonostante questo fosse severamente interdetto. Cercando di scappare, provocò l’incendio del monastero e la morte del monaco Messabher, l’unico che gli voleva bene, che prima di spirare gli fece promettere di impiegare i suoi talenti per il bene. Vagabondano in giro, Acrab incontrò una giovane guaritrice di nome Nisal e si innamorò di lei. Con le sue conoscenze scoprì nuove formule e farmaci, ma il suo disprezzo per la religione e la segretezza che manteneva sulla sua provenienza gli procurarono la fama di uno stregone. Per questo ad un certo la superstiziosa popolazione imprigionò Acrab, impedendogli al contempo di fare alcunché per aiutare Nisal, mentre lei moriva per le complicazioni della gravidanza. Accusato di aver sedotto e avvelenato la donna con la magia, Acrab fu condannato a morte, ma sopravvisse e fuggì di nuovo. Divenne un mercenario col nome di Graffias e in seguito un carismatico condottiero.
Da Eileenna, la ex-maestra di Kyllen, i tre protagonisti ottengono indizi su come proseguire le ricerche sul potere del Liberatore, prima che irrompa la fortezza di Acrab e la vecchia maga si sacrifichi per coprire la loro fuga. Myra si dice stufa della profezia e degli uomini che vorrebbero imporle un destino che lei non ha scelto e che porta solo sciagure a chi le sta intorno, per cui monta in groppa ad Icenwarth e abbandona Kyllen e Marjane. Più tardi Kyllen la rintraccia, riferendo che Gotín ha rapito Marjane, minacciando di consegnarla ad Acrab, se Myra non tornerà da lui. Salvata Marjane, i tre raggiungono con Icenwarth l’isola di Thyrra, ove, secondo la leggenda, vive un anziano saggio di nome Reomiranu, in grado di fornire risposte sul destino del Liberatore. Fattisi accettare dalla schiva popolazione locale, Kyllen e Myra si manifestano i propri sentimenti e si amano. Reomiranu si rivela essere l’ultimo superstite dei Primi, la popolazione che abitava il Dominio prima che la catastrofe nota come “cento giorni d’ombra” lo riducesse nel triste stato in cui si trova nel presente. Reomiranu spiega a Myra che il Liberatore è in grado di utilizzare una magia chiamata “Luxi”, parimenti salvifica e distruttiva, quasi scomparsa nel Dominio, fatta eccezione per una remota isola nell’oceano. D'improvviso il villaggio thryrren viene assalito da una banda di cacciatori di schiavi guidati da un mago Camminante e da Gotín, con Kyllen che a sorpresa si schiera al loro fianco. Acrab infatti aveva tempo addietro insediato un proprio burattino alla guida della congregazione dei maghi “Puri”, della quale faceva parte Kyllen, e tramite lui ha corrotto la magia che i Puri utilizzano e ottenuto il controllo diretto sulle loro menti. Myra evoca il potere del Luxi contro i nemici, colpendo anche Kyllen. Il libro si conclude con Gotín che consegna il corpo del giovane mago ad Acrab.